# 함종 어씨
함종 어씨(咸從魚氏)는 평안남도 증산군 함종리를 본관으로 하는 한국의 성씨이다.

## 역사
함종 어씨(咸從 魚氏)의 시조 어화인(魚化仁)은 중국 풍익현(馮翊縣 지금의 섬서성) 출신으로 남송(南宋) 때 난을 피하여 고려 명종 원년에 고려에 동래(東來)하여 처음 강원도 강릉에 왔다가 뒤에 평안도(平安道) 함종현(咸從縣)으로 세거지를 옮겼다. 어화인은 고려 명종 때 호장동정(戶長同正)을 역임하였다. 2세 어영기(魚永寄)부터 6세 검교군기감사공(檢校軍器監事公) 어석공(魚石公)까지 고려조에 벼슬하여 현족(顯族)으로 세거하였다.
7세손 어준량(魚遵亮)이 중랑장(中郞將)을 지냈다. 11세손 어변갑(魚變甲)이 1408년(조선 태종 8) 식년 문과에 장원 급제하여 직제학에 올랐다. 어변갑의 아들 어효첨(魚孝瞻)은 대사헌·이조판서 등을 역임하고 중추부판사로 치사하였으며, 함종부원군(咸從府院君)에 봉해졌다. 어효첨의 아들 어세겸(魚世謙)은 연산군 때 좌의정에 오르고, 어세공(魚世恭)은 우참찬에 이르렀다.
영돈녕부사 어유구(魚有龜)의 딸 선의왕후(宣懿王后) 어씨(魚氏)가 조선 20대 왕 경종의 왕비가 되면서 함종현이 함종부(咸從府)로 승격되었다.

## 본관
함종(咸從)은 평안남도 강서군(江西郡)에 위치한 지명이다. 본래 고구려의 땅이었는데, 고려 때 아선성군(牙善城郡)을 설치하였고 1018년(현종 9) 함종현으로 개편하였다. 고려 후기에 원나라에 예속되었다가 충렬왕대에 다시 복구하고 함종현을 설치하여 조선시대에도 유지되었다. 조선 개국 후 1413년(태종 13) 현령(縣令)을 두었다. 1720년(경종 1) 선의왕후 어씨(魚氏)가 조선 20대 왕 경종의 왕비가 되면서 함종부(咸從府)로 승격되었다. 1896년에 평안남도 함종군이 되었고, 1914년 강서군과 룡강군에 나누어 편입되어 평안남도 강서군 함종면으로 개편되었다. 북한의 행정구역으로는 평안남도 증산군 함종리에 해당한다.

## 분파
3세 장남 진명(振命)의 후예는 13세손에서 어세겸(魚世謙)의 문정공파(文貞公派)와 어세공(魚世恭)의 양숙공파(襄肅公派) 등 8 분파하였고, 3세 차남 진승(振升)의 후예는 분파없이 세를 이어오다 9세 덕상(德常)을 파조로 하여 부정공파(副正公派)가 되었다. (기해보(己亥譜,2019년) 발간시 한륜공파, 한종공파, 한위공파 3분파는 사직공파로, 금위공.참봉공.진사공 3파는 부정공파로 일원화하였음.)
- 문정공파(文貞公派) - 어세겸(魚世謙)
- 양숙공파(襄肅公派) - 어세공(魚世恭)
- 현감공파(縣監公派) - 어세익(魚世益)
- 훈도공파(訓導公派) - 어문손(魚文孫)
- 호군공파(護軍公派) - 어사룡(魚四龍)
- 낭선공파(浪仙公派) - 어무적(魚無迹)
- 사직공파(司直公派) - 어한륜(魚漢綸)
- 한형공파(漢亨公派) - 어한형(魚漢亨)
- 부정공파(副正公派) - 어덕상(魚德常)
- (((한종공파(漢宗公派) - 어한종(魚漢宗)))
- (((한위공파(漢緯公派) - 어한위(魚漢緯)))
- ((금위공파(禁衛公派) - 어복로(魚服勞)))
- ((참봉공파(參奉公派) - 어원로(魚元老)))
- ((진사공파(進士公派) - 어정언(魚廷彦)))

## 인물
- 어변갑(魚變甲, 1380년 ~ 1434년) : 11세손. 1408년(태종 8) 식년 문과에 장원 급제하여 중훈대부(中訓大夫) 집현전 직제학 지제교 겸 춘추관 기주관을 거쳐 사간원지사에 올랐다.
- 어효첨(魚孝瞻, 1405년 ~ 1475년) : 어변갑의 아들. 직제학·대사성·대사헌·이조판서 등을 역임하고 성종 때 중추부판사로 치사하였다. 시호는 문효(文孝). 아들 어세겸과 어세공도 현달하였다.
- 어세겸(魚世謙, 1430년 ~ 1500년) : 어효첨의 아들. 성종 때 대제학을 역임하고, 연산군 때 우의정을 거쳐 좌의정에 올랐으며, 함종부원군(府院君)에 봉해졌다. 시호는 문정(文貞).
- 어세공(魚世恭, 1432년 ~ 1486년) : 함길도관찰사로서 이시애의 난을 평정하여 적개공신(敵愾功臣) 2등으로 아성군(牙城君)에 봉해졌다. 호조(戶曹)·병조(兵曹)·형조(刑曹)·공조(工曹)의 판서(判書)와 우참찬(右參贊)을 지냈다. 시호는 양숙(襄肅).
- 어득강(魚得江, 1470년 ~ 1550년) : 훈도공파(訓導公派) 파조 어문손(魚文孫)의 아들. 1496년(연산군 2년) 식년 문과에 병과로 급제하여 중종 때 대사간(大司諫)에 오르고, 명종 때 대사성(大司成)이 되었으며, 종2품 가선대부(嘉善大夫)로 가자되었다.
- 어계선(魚季瑄, 1502년 ~ 1579년) : 어세공의 증손. 1540년 진사로서 식년문과에 급제하였고, 1560년 형조참판으로 아선군(牙善君)에 봉군되었다. 벼슬이 좌참찬에 이르렀다.
- 어몽룡(魚夢龍) - 조선 선조 때 화가로 매화 그림에 뛰어나 황집중의 포도 그림, 이정의 대나무 그림과 더불어 3절로 불리었다.
- 어영담(魚泳潭) - 조선 임진왜란 때 이순신 장군 휘하에서 옥포, 노량 해전 등에서 공을 세웠다.
- 어유봉(魚有鳳, 1672년 ~ 1744년) : 조선 중기의 문신이자 학자로 집의, 사복시정(司僕寺正), 호조참의, 승지, 세자시강원찬선(世子侍講院贊善) 등을 역임하였다. 한원진과 이간이 심성변(心性辨)으로 논쟁할 때, 인성과 물성은 동일하게 오행의 이치를 갖추었다고 주장하며 이간의 편에 섰다.
- 어유구(魚有龜, 1675년 ~ 1740년) : 선의왕후의 아버지. 숙종 때 정언·수찬·응교 등을 지내고 병조참지로 있을 때 딸이 세자빈에 책봉되었다. 어영대장 겸 훈련대장·돈령부영사를 역임하였고 신임사화 때 노론을 극력 변호하였다. 1728년(영조 4) 분무원종공신(奮武原從功臣) 1등에 책록되었다.
- 어석정(魚錫定, 1731년 ~ 1793년) : 어유구의 아들. 조선 후기의 문신으로 영조 때 도승지, 청송 ·장단 등지의 부사를 역임하였다. 암행어사 서영보의 탄핵으로 파직되었다가 정조 때는 도총관을 거쳐 공조판서에 올랐다.
- 어재연(魚在淵, 1823년 ~ 1871년) : 1841년(헌종 7) 무과에 급제하여 1864년(고종 1) 장단부사를 거쳐 1866년에 공충도(公忠道) 병마절도사가 되었다. 병인양요가 발생하자 병사를 이끌고 광성진(廣城鎭)을 수비하였다. 이후 회령부사(會寧府使)로 부임하였다가 1871년(고종 8) 2월 도총관·금위영 중군에 임명되었고, 신미양요가 발생하자 삼군부(三軍府)에서 순무중군(巡撫中軍)으로 추천하여 강화도에 급파되었다. 600명의 군사를 거느리고 광성진에서 배수진을 치고 수비하며 미군의 총공세에 맞서 고군분투하다가 전사하였다.
- 어윤중(魚允中, 1848년 ~ 1896년) : 1881년 일본에 파견된 조사시찰단의 단장으로 일본의 문물제도를 시찰하였고, 1882년 청나라와 조청상민수륙무역장정을 체결하였으며, 갑오개혁 때 탁지부대신으로 재정일신에 노력했다.

### 현대 인물
- 어윤배(魚允培, 1934년 ~ 2002년) : 제8·9대 숭실대학교 총장을 역임하였다.
- 어준선(魚浚善, 1937년 ~ ) : 안국약품 회장. 제15대 국회의원을 역임하였다.
- 어윤대(魚允大, 1945년 ~ ) : 고려대학교 총장. KB금융지주 회장을 역임하였다.
- 어윤태(魚允泰, 1946년 ~ ) : LG그룹 고문. 부산 영도구청장을 역임하였다.
- 어청수(魚淸秀, 1956년 ~ ) : 제14대 경찰청장을 역임하였다.
- 어기구(魚基龜, 1963년 ~ ) : 제20·21.22대 국회의원을 역임하였다.
- 어명소(魚命昭, 1965년 ~ ) : 제8대 국토교통부 제2차관을 역임하였다.
- 어남선(魚南善, 1979년 ~ ) : 배우 류수영

## 조선왕실과의 인척관계
- 경종비 선의왕후

## 과거 급제자
함종 어씨는 조선시대 문과 급제자 24명을 배출하였다.
문과
어계선(魚季瑄) 어득강(魚得江) 어명룡(魚命龍) 어변갑(魚變甲) 어사상(魚史商) 어사필(魚史弼) 어사휘(魚史徽) 어상준(魚尙儁) 어서룡(魚瑞龍) 어석광(魚錫光) 어석령(魚錫齡) 어석윤(魚錫胤) 어석정(魚錫定) 어세겸(魚世謙) 어세공(魚世恭) 어영준(魚泳濬) 어용겸(魚用謙) 어유구(魚有龜) 어유룡(魚有龍) 어윤중(魚允中) 어재렴(魚在濂) 어진열(魚震說) 어진익(魚震翼) 어효첨(魚孝瞻)
무과
어경량(魚景亮) 어득하(魚得河) 어사철(魚史喆) 어상길(魚尙佶) 어석규(魚錫圭) 어영담(魚泳潭) 어용해(魚用海) 어유규(魚有珪) 어윤영(魚允泳) 어재명(魚在溟) 어진한(魚震漢) 어필수(魚必遂) 어필원(魚必遠)
생원시
어계선(魚季瑄) 어명희(魚命羲) 어몽뢰(魚夢賚) 어반급(魚攀級) 어변갑(魚變甲) 어상준(魚尙儁) 어석오(魚錫五) 어숙명(魚淑明) 어영준(魚泳濬) 어용림(魚用霖) 어용변(魚用變) 어용우(魚用羽) 어용항(魚用恒) 어운해(魚雲海) 어유구(魚有龜) 어유룡(魚有龍) 어유붕(魚有鵬) 어응신(魚應辰) 어재완(魚在琬) 어필명(魚必溟) 어필영(魚必泳) 어한명(魚漢明) 어효첨(魚孝瞻)
진사시
어계린(魚季璘) 어계선(魚季瑄) 어명근(魚命根) 어사상(魚史商) 어사주(魚史周) 어사하(魚史夏) 어사휘(魚史徽) 어석문(魚錫文) 어석백(魚錫白) 어석우(魚錫雨) 어석윤(魚錫胤) 어석인(魚錫仁) 어숙의(魚叔義) 어순급(魚循級) 어영명(魚泳溟) 어영사(魚泳泗) 어영준(魚泳濬) 어영하(魚泳河) 어영해(魚泳海) 어용빈(魚用賓) 어용승(魚用升) 어용점(魚用漸) 어운해(魚雲海) 어유구(魚有龜) 어유봉(魚有鳳) 어유운(魚有雲) 어유원(魚有瑗) 어유임(魚有任) 어유형(魚有珩) 어유황(魚有璜) 어윤승(魚允承) 어윤용(魚允瑢) 어재천(魚在天) 어재황(魚在璜) 어진린(魚震鱗) 어진석(魚震奭) 어진열(魚震說) 어진익(魚震翼) 어진척(魚震陟)
음관
어명봉(魚命鳳) 어명서(魚命書) 어명서(魚命書) 어명준(魚命俊) 어병수(魚秉琇) 어병수(魚秉琇) 어병완(魚秉玩) 어병익(魚秉翼) 어상우(魚相愚) 어상우(魚相愚) 어석명(魚錫命) 어윤영(魚胤泳) 어재렴(魚在濂) 어재명(魚在溟) 어재선(魚在璿) 어재선(魚在璿) 어재연(魚在淵) 어재영(魚在泳) 어재영(魚在泳) 어재완(魚在琬) 어재완(魚在琬)
음양과
어이환(魚李瓛)

## 항렬자
| 25세   | 26세   | 27세     | 28세   | 29세     | 30세   | 31세   | 32세     | 33세          | 34세     | 35세   | 36세     | 37세   | 38세     | 39세   | 40세     | 41세   | 42세     | 43세   | 44세     | 45세   |
| ------ | ------ | -------- | ------ | -------- | ------ | ------ | -------- | ------------- | -------- | ------ | -------- | ------ | -------- | ------ | -------- | ------ | -------- | ------ | -------- | ------ |
| 재(在) | 명(命) | 口우(愚) | 윤(允) | 口선(善) | 변(汴) | 수(秀) | 口경(慶) | 중(重) 규(奎) | 口진(鎭) | 승(承) | 口동(東) | 병(丙) | 口균(均) | 종(鐘) | 口수(洙) | 식(植) | 口형(炯) | 준(埈) | 口현(鉉) | 원(源) |

## 집성촌
- 서울특별시 강동구[1] 고덕동 (문정공파)
- 경기도 김포시 하성면 석탄리
- 충청북도 보은군 외속리면 봉비리
- 강원도 고성군 죽왕면 삼포리
- 충청북도 충주시 주덕읍
- 경상남도 거창군 가조면

## 인구
- 1985년 10,952명
- 2000년 13,321명
- 2015년 15,746명